# Lijst van gotische gebouwen in Flevoland
Dit is een lijst van de gebouwen die in de gotische stijl zijn gebouwd in de Nederlandse provincie Flevoland. 
Vaak zijn de gebouwen niet volledig in gotische stijl gebouwd, in dat geval worden enkel de gegevens van het gotische gedeelte gegeven.
| Naam                    | Functie  | Start bouw (jaar) | Voltooid (jaar) | Stijl  | Huidige staat | Oorspronkelijke hoogte (m) | Huidige hoogte (m) | Lengte (m) | Breedte (m) | Stad | Straat              | Afbeelding |
| ----------------------- | -------- | ----------------- | --------------- | ------ | ------------- | -------------------------- | ------------------ | ---------- | ----------- | ---- | ------------------- | ---------- |
| Enserkerk               | Kerk     | 14e eeuw          | ?               | Gotiek | Ruïne         | ?                          | ?                  | ?          | ?           | Ens  | Palenweg 5 Ruïnepad |            |
| Kerkje aan de Zee (Urk) | Kerkklok | 1461              | 1461            | Gotiek | Gerestaureerd | ?                          | ?                  | ?          | ?           | Urk  | Wijk 4 1            |            |